# カルロス・アンドラージ・ソウザ
カルリーニョス（Carlinhos）ことカルロス・アンドラージ・ソウザ（ポルトガル語: Carlos Andrade Souza、1987年1月23日 - ）は、ブラジルの元サッカー選手。元ブラジル代表。現役時代のポジションはDF。

## クラブ歴
サントスFCの下部組織出身でトップチームに昇格し選手となった。2008年8月に契約満了を迎えるため、同年6月に3年契約を更新し、6ヶ月のレンタル移籍でクルゼイロECに移籍。2009年1月にはミラソウFCに5ヶ月のレンタル移籍をした。同年には40万レアルでブラサFCという代理人のクラブに移籍、12月には1年契約でECサント・アンドレにレンタル移籍の形で出された。2010年5月に3年契約でフルミネンセFCに加入。2015年にサンパウロFCに移籍。2017年にはSCインテルナシオナルに所属した。

## 代表歴
2006年にスイス代表との親善試合の際にブラジル代表初招集を受けたが出場はならなかった。2012年にスーペルクラシコ・デ・ラス・アメリカスのブラジル代表メンバーに選ばれ6年ぶりの招集を受けると、11月21日に行われた同杯アルゼンチン代表戦で代表初出場を飾った。

## タイトル

### クラブ
サントス
- カンピオナート・パウリスタ: 2006, 2007

フルミネンセ
- カンピオナート・ブラジレイロ・セリエA: 2010, 2012
- カンピオナート・カリオカ: 2012

CSA
- カンピオナート・アラゴアーノ: 2019

### 代表
ブラジルU-20
- 南米ユース選手権: 2007

ブラジル
- スーペルクラシコ・デ・ラス・アメリカス: 2012

### 個人
- プレミオ・クラッキ・ド・ブラジレイロン: 2012[3]
- ボーラ・ジ・プラッタ: 2012